# Toni Müller
Toni Müller (10 maja 1984) – szwajcarski curler. Brązowy medalista olimpijski, mistrz Europy mikstów, medalista mistrzostw świata juniorów i Europy.

## Osiągnięcia[1]

### Igrzyska Olimpijskie
W 2010 roku w Vancouver zdobył brązowy medal, razem z Ralphem Stöcklim, Janem Hauserem, Markusem Egglerem i Simonem Strübinem.

### Mistrzostwa świata
Trzykrotnie brał udział w mistrzostwach świata w curlingu, najlepszy rezultat to czwarte miejsce (2009).

### Mistrzostwa Europy
Trzykrotnie brał udział w mistrzostwach Europy w curlingu. W 2009 zdobył srebrny medal, a w 2010 – brąz.

### Mistrzostwa Europy mikstów w curlingu
Toni Müller dwukrotnie został mistrzem Europy mikstów, w 2008 i 2009, w 2010 jego drużyna zajęła 10. miejsce.